# Microsoft Edge
A Microsoft Edge (gyakran egyszerűen Edge) a Microsoft által kiadott kereskedelmi, platformfüggetlen böngésző. Első változatát 2015-ben adták ki a Windows 10 és az Xbox One részeként, majd később más platformokra (Androidra, iOS-re, macOS-re, régebbi Windows-verziókra (a Windows 7, Windows Server 2008 R2 és későbbi változatainak 2023 elejéig voltak támogatottak), valamint legutóbb Linuxra) is elérhetővé tették a Google Chromium projektjének részeként. Az Edge az Internet Explorer utódjaként jött létre.
Az Edge eredetileg a Microsoft saját EdgeHTML böngésző- és Chakra JavaScript-motorjával jött létre. 2018 végén bejelentették, hogy az Edge-nek egy új, Chromium-alapú változata fog megjelenni Blink böngésző- és V8 JavaScript-motorral. Ez 2020 januárjában jelent meg számítógépeken, 2021-ben Xboxon. A Microsoft azóta megszüntette az eredeti böngésző támogatását, és a Windows 11-ben ez az alapértelmezett böngésző a Google Chrome-mal való kompatibilitásért.
2022 májusában a StatCounter szerint a Microsoft Edge volt a második legtöbbet használt böngésző a Safari előtt (egyes országokban, például az Amerikai Egyesült Államokban a harmadik, ahol az asztali változatának 14% volt a részesedése a Safari 16%-os részesedéséhez képest). 2022 szeptemberében a világon 11% volt a részesedése.

## Funkciók
A Microsoft Edge a Windows 10, Windows 10 Mobile, Windows 11, Xbox One és Xbox Series X és Series S alapértelmezett böngészője az Internet Explorer 11 és Internet Explorer Mobile helyett. „Windows as a service” modellen alapuló fejlesztése miatt nem tartalmazzák a Windows 10 Enterprise hosszútávú támogatási változatai.
A Microsoft eredetileg azt közölte, hogy az Edge támogatni fogja az MSHTML (Trident) böngészőmotort a visszafelé kompatibilitásért, de később azt közölte, hogy a visszajelzések miatt új motort fog használni, míg az Internet Explorer még mindig a régi motort fogja használni. Az EdgeHTML-alapú változatok fejlesztői eszköztárában viszont megjelent egy opció az Internet Explorer 5–11 közti verziókhoz hasonló megjelenítésre.
A kedvencek, az olvasólista, az előzmények és a letöltések a Hubban, egy oldalsávban tekinthetők meg, az Internet Explorer letöltéskezelőjéhez és Kedvencek központjához hasonló funkciót adva.
Az Edge-ben beépített PDF-olvasó van, és támogatja a WebAssemblyt. 2021 januárjáig az Edge-be integrálva volt az Adobe Flash Player (beépített listával a Facebook weblapjain való automatikus, biztonsági korlátozások nélküli betöltéshez).
Az Edge nem támogatja az ActiveX-et és a Browser Helper Objecteket, helyettük kiterjesztésrendszert használ.
Az Internet Explorer 11 elérhető maradt az Edge mellett a Windows 10-en 2023-as eltávolításáig kompatibilitás végett, mely a Windows 8.1-es változattal azonos volt, és nem az Edge motorját használta. A Windows 11-ben a Microsoft által elérhető egyetlen böngésző lett az Edge. Azonban tartalmaz „Internet Explorer-módot” a kompatibilitási gondok megoldására, mely a korábbi MSHTML motort tartalmazza, és támogatja az ActiveX-et és a BHO-t.
Az Edge a Microsoft online platformjaiba integrálódik hangirányítás, keresőfunkciók és a címsorban való keresésekhez kapcsolódó dinamikus információk megadásához. A felhasználók a weblapokhoz megjegyzéseket is fűzhetnek, melyek tárolhatók és megoszthatók OneDrive-on, és elmenthetnek HTML- és MHTML-lapokat a számítógépeken. Ezenkívül az olvasólista-funkció és az olvasómód is része, mely a lapok formázását szünteti meg az olvashatóság javítása végett. Ezenkívül van egy függőlegesfül-funkciója is, mely lehetővé teszi a fülek a képernyő bal oldalára való helyezését.
A kiterjesztések előzetes támogatása 2016 márciusában kezdődött a 14291-es buildben, és eleinte 3 kiterjesztést támogatott. A Microsoft biztonsági okokra hivatkozott a kései kiterjesztésengedélyezés és a kis mennyiség okaként. 2022 decemberében több mint 9000 kiterjesztés volt elérhető Edge-re.
2023. február 7-én a Microsoft az Edge-en jelentős változtatásokat jelentett be, a felület megváltoztatását a Fluent Design mentén, valamint a Felfedezés gombot váltó Bing Chat gombot.

### HTML5-szabványok
Az Edge eredetileg nem támogatta a nyílt médiaszabványokat, például a WebM-et és az Opust, de ezek a 14.14291 verzióban megjelentek.
2020 augusztusában az Edge 84 eredménye 496/555 volt a HTML5testen.

### Kiadási stratégia
Az eredeti Microsoft Edge kiadási ciklusa a Windows 10-éhez volt kötve, és a Windows Insider programot használta új böngészőverziók előnézetéhez. E kiadás előtti verziók neve „Edge Preview” volt. Minden fő Windows-kiadás új Edge-verziót tartalmazott új megjelenítőmotor-változattal.
2019. április 8-án a Microsoft bejelentette 4 előnézeti változat (canary, dev, béta és stabil) bevezetését, és e napon az első kiadás előtti verziókkal elindította a Canary és a Dev változatokat. A Microsoft a canary, dev és béta változatokat „Microsoft Edge insider változatoknak” nevezi. Így az Edge frissítései nem az új Windows-verziókhoz igazodtak. A stabil főverziók 4 hetente jelennek meg a megfelelő Chromium-verziók után nem sokkal.

### Surf(videójáték)
2020 májusában egy Edge-frissítés létrehozta a Surf videójátékot, ahol a játékos megpróbálja elkerülni az akadályokat és összegyűjteni különböző segítő anyagokat. Hasonlóan a Google Chrome dinoszauruszjátékához, a Surf elérhető a böngésző internetkapcsolat-hiánykor megjelenő hibaoldalán vagy elérhető a edge://surf címsorba írásával. A játékban három mód (klasszikus, időpróba, szlalom), játékosalakítás van, és támogatja a billentyűzettel, egérrel, érintéssel vagy vezérlővel való irányítást. Az 1991-es SkiFree-vel is összehasonlították.
2021-ben frissítették a SkiFree-hez hasonló korlátozott idejű szezonális tematikával, ahol szörfölés helyett egy hegyen csúszik le, miközben egy jeti üldözi.

## Fejlesztés

### Az eredeti Edge (2014–2019)

A Microsoft Edge logója 2015. július 29-től 2019. november 1-ig

2014 decemberében a ZDNet újságírója, Mary Jo Foley írt a Microsoft új, Spartan kódnevű webböngészőjéről, mely a Windows 10-hez készült. Elmondta, hogy ez az Internet Explorertől külön böngésző, azonban a kompatibilitásért az Internet Explorer 11 megmaradt.
2015. január elején a The Verge további részleteket szerzett a „Spartannal” kapcsolatban a Microsofthoz közeli forrásokból, például hogy az Internet Explorer helyett jelenik meg a Windows 10-en. A Microsoft a Spartant hivatalosan egy, a Windows 10-zel kapcsolatos rendezvényen mutatta be 2015. január 21-én. Az Internet Explorertől függetlenként mutatta be, végső nevét akkor nem közölték.
A „Spartan” először a Windows 10 2015. március 30-án megjelent 10049-es számú változatában jelent meg. A „Spartan” új motorja az Internet Explorer 11 részeként is elérhető volt, azonban később a Microsoft bejelentette, hogy az Internet Explorer elavultnak fog számítani a Windows 10-en, és nem használja a „Spartan”-motort.
2015. április 29-én a Build során bejelentették, hogy a „Spartan” végleges neve Microsoft Edge lesz. A böngésző logóját és kinézetét az Internet Explorerrel való folytonosságnak megfelelően alkották meg. A „Spartan” projekt elnevezését a 2015-ös Build utáni verziókban is használták. 2015. június 25-én adták ki a 19.10149-es verziót a Windows 10 Mobile-ra, melyet már Edge-nek neveztek. Június 28-án megjelent a 20.10158-as verzió számítógépekre, szintén az új elnevezéssel. Július 15-én jelent meg a 20.10240-es verzió, mely a kiadás előtti utolsó verzió volt. Ugyane verzió jelent meg a fogyasztóknak 2015. július 29-én.
2017 novemberében az Edge megjelent Androidon és iOS-en. Ezek a Windows 10-en lévő változatokkal való integrációt és szinkronizációt is tartalmazzák. Többek közt platformkorlátozások miatt ezek a windowsos verzió böngészőmotorja helyett natív WebKit-alapúakat használnak.
2018 áprilisában az Edge bevezette a lapnémítást. 2018 júniusában a WebAuthn-specifikációk támogatása is bekerült a Windows Insider változataiba, Windows Hello- és külsőbiztonságitoken-támogatással.
Az eredeti Microsoft Edge támogatása 2021. március 9-én véget ért. 2021. április 13-án a Microsoft kiadott egy halmozott havi biztonsági frissítést, amely az eredeti Edge-t az új Edge-re cserélte.

#### EdgeHTML
Az EdgeHTML a Microsoft saját böngészőmotorja, melyet az Edge eredetileg használt. Ez az MSHTML leágazása volt a régebbi Internet Explorer-verziók elavult kódjai nélkül, és forráskódja nagyrészt a modern szabványok és a más modern böngészők támogatásához lett újraírva. EdgeHTML is written in C++.
Eredetileg az Internet Explorer 11-ben kísérleti beállításként jelent meg a Windows 10 9926-os buildjében.
Az EdgeHTML célja volt a Safari, a Chrome és sok más böngésző által használt WebKittel való kompatibilitás. A Microsoft eredeti elfogadhatósági kritériumai szerint: „Bármilyen Edge–WebKit eltérés hiba, melynek javítása érdekünk”.
A Windows 10 bétájában lévő változat tesztelésekor az AnandTech jelentős javulásokról számolt be az MSHTML-hez (Trident) képest, különösen a Chakra JavaScript-motorhoz képest, melynek teljesítménye a Google Chrome-éval kismértékben tért el. Más, a WebGL API teljesítményéről szóló mérések szerint az EdgeHTML jobban teljesített a Google Chrome-nál vagy a Mozilla Firefoxnál.

### Új Edge (2019–)
2018. december 6-án a Microsoft bejelentette szándékát a Chromium-alapú Edge-ről, melynek kódneve Anaheim volt, és a Chrome böngészőmotorját használta de a Microsoft által fejlesztett kiegészítésekkel. Ezenkívül bejelentette, hogy Windows 7-re, Windows 8-ra és macOS-re is megjelenik az Edge, és hogy mindegyik verzió gyakrabban frissül. Joe Belfiore, a Microsoft vezetője szerint a váltás azután jött, hogy a vezérigazgató, Satya Nadella a csapatnak 2017-ben elmondta, hogy jobbnak kell lennie a terméknek, és nyílt forrásúra kell cserélni a saját megjelenítőmotort.
2019. április 8-án megjelentek az új windowsos Edge első változatai. 2019. május 20-án a macOS-en megjelenő Edge első változatai megjelentek, így 13 év után, az Internet Explorer Macen megjelenő változatának fejlesztésének vége után újra elérhető volt Macen Microsoft-böngésző.
2019. június 18-án egy Edge-fejlesztő közzétette a Redditen, hogy lehetséges egy linuxos változat fejlesztése később, de nem dolgoztak e lehetőségen. 2019. június 19-én a Microsoft elérhetővé tette az Edge-et Windows 7-en és 8-on tesztelésre. Augusztus 20-án a Microsoft kiadta az új Edge első bétaverzióját Windows 7-en, 8-on, 10-en és macOS-en. 2019 augusztusában megszűnt az EPUB fájlformátum támogatása is. A Microsoft Ignite-on jelent meg az Edge logójának új változata.
Az új Edge első végleges változata 2020. január 15-én jelent meg, fokozatosan minden Windows 10-felhasználónak. Az új Edge megjelent a Windows 7 és 8.1 felhasználóinak is a Windows Update-en.
2020. szeptember 22-én a Microsoft bejelentette, hogy októberben érkezik az Edge előnézete Linuxra, miután 2019 novemberében bejelentette, hogy készülni fog linuxos változat, 2020 májusában pedig azt, hogy fejlesztés alatt áll. Az első kiadás előtti linuxos változat 2020. október 20-án lett kiadva.
Az Edge támogatása Windows 7-en eredetileg 2022. január 15-én ért véget, de később meghosszabbították 2023. január 15-ig. Az arra kiadott utolsó Edge-verzió a 109.0-.
2022. április 29-én a Microsoft bejelentette a Microsoft Edge integrált VPN-támogatását. Az integrált Edge VPN-nek van 1 GB adatátvitelre korlátozott ingyenes változata.

## Teljesítmény
Az Edge első bétájában (Build 10049) megjelent EdgeHTML korai mérései sokkal jobb JavaScript-teljesítményt mutattak az új Chakra motorral, mint a régebbi Chakrát használó MSHTML (Trident) 7, a Google Chrome 41-hez és a Mozilla Firefox 37-hez hasonló eredménnyel. A Sunspider mérésben az Edge más böngészőknél jobban teljesített, míg más mérésekben lassabb volt a Google Chrome-nál, a Mozilla Firefoxnál és az Operánál.
Későbbi, a 10122-es változatban lévő verzióval történő mérések jelentős javulást mutattak az IE11-hez és a 10049-es változat Edge-éhez képest. A Microsoft eredményei szerint ez a változat a Chrome-nál és a Firefoxnál is jobban teljesített a Google Octane 2.0-jában és az Apple Jetstream mérésében.
2015 júliusában az Edge a HTML5testen 377 pontot ért el 555-ből. A Chrome 44 és a Firefox 42 pontszámai 479 és 434 voltak, az Internet Explorer 11-é 312.
2015 augusztusában a Microsoft kiadta a Windows 10 10532-es változatát, mely az Edge 21.10532.0-t tartalmazta. E béta változat 445 pontot ért el a HTML5testen az 555-ből.

### Energiahatékonyság
2016 júniusában a Microsoft mérési eredményeket közölt az Edge jobb energiahatékonyságának alátámasztására más fontos böngészőkhöz képest. Az Opera megkérdőjelezte ezek pontosságát és saját eredményeket közölt, ahol az Opera lett első. A PC World független tesztje a Microsoft eredményeit igazolta. Azonban Linus Sebastian 2017. júniusi tesztjei szerint akkor a Chrome volt a legenergiahatékonyabb.

## Adatvédelem
Az Edge a felhasználói által megtekintett online képeket alapértelmezés szerint a Microsoft szervereire küldi.

## Vélemények
2015. augusztusi Windows 10-értékelésében a TechRadar újságírója, Dan Grabham a Microsoft Edge teljesítményét dicsérte, megjegyezve egyes funkcionális hiányokat. Andrew Cunningham az Ars Technicában „nagyon ígéretesnek” mondja, „jobbnak, mint amilyen az Internet Explorer valaha volt”, de megjegyezte a kezdeti funkcióhiányt. Thom Holwerda az OSNewsban az Edge rejtett címsorával, felhasználóbarátság-hiányával, rossz tervezésével és egy „olyan rossz” fülrendszerrel szemben írt kritikát, melynek „nem kellett volna végleges kiadásban megjelennie”. A böngésző funkcióit „kozmikus viccnek” nevezte, elmondva, hogy „a dühítő nem is kezdi el a leírást”. 2015. augusztusi adatok szerint az Edge-et csak a számítógépek mintegy 2%-án használták. A Windows 10-en belül a legnagyobb részesedés 20% volt, melyről a hónap végére 14%-ra csökkent.
2015 októberében egy biztonsági kutató beszámolt az Edge InPrivate módjának hibájáról, mely a meglátogatott weblapok adatinak gyorsítótárazását okozta, lehetővé téve a meglátogatott oldalak meghatározását. A hiba figyelmet kapott 2016. február elején, és a 2016. február 9-i frissítésben javították ki.
Az Edge motorjának Blinkre váltása vegyes véleményeket kapott. Ez növeli a webes kompatibilitás konzisztenciáját a fontos böngészők közt, emellett a váltás kritikái közt volt a böngésződiverzitás csökkenése és a Google befolyásának növekedése.
Douglas J. Leith, a dublini Trinity College informatikaprofesszora szerint a Microsoft Edge védi az egyik legkevésbé az adatokat. Mint mondta, „adatvédelmi szempontból a Microsoft Edge és a Yandex sokkal nagyobb aggodalmat jelentenek a többi tanulmányozott böngészőnél. Mindkettő küld hardverhez kapcsolódó azonosítókat, így megmaradnak a telepítések után, és azonos eszközön futó különböző alkalmazások összekapcsolására alkalmasak. Az Edge az eszköz hardverének UUID-jét, egy erős és állandó, nehezen megváltoztatható vagy törölhető azonosítót küld a Microsoftnak”. Válaszul a Microsoft Edge szóvivője közölte, hogy a diagnosztikai adatot a termék javítására használja.
A 2020 júniusában megjelent Windows 7-, 8.1- és 10-frissítéssel szemben is megjelentek kritikák, melyek telepítették az Edge-et, és a Chrome-ból és a Firefoxból importáltak adatot engedély nélkül. A Microsoft válasza viszont az volt, hogy ha a felhasználó nem adja meg az adatimportálási engedélyt, az importált adatot törli az Edge. Azonban ha a böngésző összeomlik az importálás elutasítása előtt, nem történik adattörlés. A The Verge ezeket "kémprogram taktikának" nevezte, és az Edge "első futtatási tapasztalatát" "sötét mintának" nevezte.
A Microsoft saját URL-kezelőt használ Windows 10-ben és 11-ben a keresőfunkcióval elért URL-ek Edge-re irányítására akkor is, ha nem az az alapértelmezett böngésző. A 2021. novemberi frissítés a harmadik fél által kiadott EdgeDeflector módszerét akadályozta meg, a Microsoft szóvivője azt mondta, hogy „a Windows rendszerhéjban való keresés végig az ügyfél élménye”, melyet nem érdemes módosítani. Az EdgeDeflector fejlesztője, Daniel Aleksandersen ezt „egyértelműen a felhasználó ellen irányuló lépésnek” nevezte, mely „sérti a saját termék használhatóságát a versenytársak termékeinek használatának megnehezítésével”.
2021 novemberében a Microsoft bejelentette, hogy a Zip Pay vásárlásutánifizetés-szolgáltatás hirdetéseit integrálja az Edge-be a vele kompatibilis online vásárlásokkor, és lehetővé teszi a felhasználóinak a Microsoft-fiók kapcsolását a szolgáltatáshoz való regisztrációban. A Microsoft szerint „nem kap díjat a felhasználók hitelezőkhöz kapcsolásából”. E döntést a felhasználók és a média is kritizálták, mondván, ez csak fölös funkció.
2021 decemberében a Microsoft elkezdte beépített üzenetek megjelenítését a Google Chrome weblapján, hogy lebeszélje a letöltéséről a felhasználókat. Ezek az Edge jobb felhasználói élményéről, funkcióiról és teljesítményéről szóltak. A Chrome vagy böngésző szavak Bingbe írásakor hasonló üzenetek jelentek meg. 2023 februárjában nagy Edge-hirdetések jelentek meg a Chrome weblapján annak letöltési kísérletekor, melyet a Google hivatalos weblapjának módosításának neveztek.

### Részesedése
A StatCounter szerint 2019 augusztusában az Edge részesedése utolérte az Internet Explorert PC-n, így harmadik lett 9,14%-kal, az IE pedig hatodik. Bár Androidon és iOS-en vannak Edge-verziók, részesedésük igen csekély. A Microsoft konzoljain az Edge lett a leggyakoribb böngésző az IE helyett, néhány hónappal 2015-ös kiadása után. A részesedés régiónként változik. A hét egyes napjain 2019-ben az Edge második (egyes napokon harmadik) volt 10% körüli részesedéssel az Amerikai Egyesült Államokban, és a Firefox és az Edge globális részesedése hasonló mértékű volt – naptól függően a második és harmadik helyezett böngészők voltak. Például 2020 márciusában az Edge második volt 7,59%-os részesedéssel, a Firefoxot megelőzve, melynek részesedése 7,19% volt.